# Parinirvana
Parinirvana, segundo o budismo, é um estado de nirvana profundo e final, alcançado após a morte do corpo físico, no caso de em vida a pessoa ter alcançado a iluminação (o estado buda). 
É referido como:

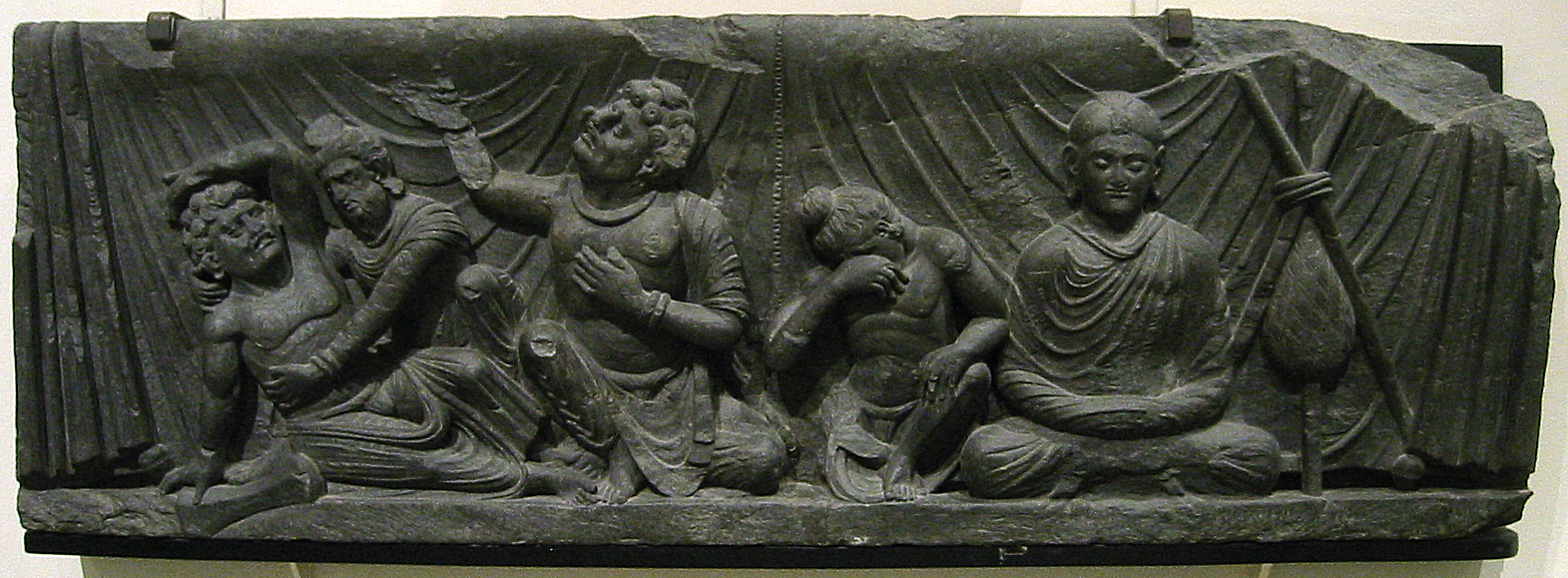
Representação do parinirvana.

- परनिर्वाण, em escrita devanagari do sânscrito.
- parinirvāṇa, no sistema IAST de transliteração.[1]
- परिनिब्बाण, parinibbāṇa, em pali.
- 般涅槃, bō niè pán, em chinês.

O parinirvana é o objetivo supremo do budismo, que rompe o ciclo de morte e renascimento, e que dissolve o skandha (os cinco agregados).
Segundo a conceção budista, a libertação pode obter-se na Terra, em vida (nirvana) e além da morte física do corpo uma vez alcançado o primeiro parinirvana. São duas fases de um mesmo processo, uma provisória e outra definitiva, sendo necessária sempre a passagem pela primeira para alcançar, depois da morte, a segunda.
De todas as formas, mais que entender o que é o nirvana o importante é procurá-lo. Por isso o budismo é mais uma conceção fenomenológica, uma disciplina ética para alcançar a suprema serenidade.

## Na teosofia
Segundo Helena Petrovna Blavatsky, durante um Mahapralaya, tudo permanece, inativo, em um estado de felicidade que é o Paranirvana.
Segundo Helena Blavatsky,  no seu Glossário Teosófico: "Paranirvâna [ou Parinirvâna] (Sânsc) - Absoluto Não-Ser, equivalente ao Absoluto Ser ou Seidade (Beness). É o estado que a Mônada alcança ao fim de um grande ciclo.. Esta palavra é sinónimo de Paranishpanna [Parinirvâna significa 'superior ao Nirvâna']. É o Summum bonum, a perfeição absoluta que alcançam todas as Existências no fim de um grande período de actividade ou Mahâ-Manvantara no qual permanecem no período de repouso seguinte. Até ao tempo da escola yogâchârya, ensinava-se publicamente a verdadeira natureza do Paranirvâna; porém, desde então, passou a ser completamente esotérica e portanto há a seu respeito tantas interpretações contraditórias. Só um verdadeiro idealista pode compreendê-la. Todas as coisas precisam de ser consideradas como ideais, excepto o Paranirvâna, por aquele que deseja compreender tal estado e fazer uma ideia de como o Não-Eu, o Vazio e as Trevas são três em um e são o único que existe por si mesmo e é perfeito. É absoluto, contudo, tão somente no sentido relativo, uma vez que deve dar lugar a uma perfeição ainda mais absoluta, de acordo com um tipo mais elevado de excelência no período seguinte de atividade, do mesmo modo que uma flor perfeita deva deixar de ser tal flor e morrer, a fim de se desenvolver e converter-se num fruto perfeito, se assim nos podemos expressar; uma vez que a Doutrina Secreta ensina o desenvolvimento progressivo de todas as coisas, tanto mundos quanto átomos, desenvolvimento estupendo, que não tem princípio concebível nem fim imaginável . Assim o estado paranirvânico, embora ilimitado do ponto de vista da inteligência humana, tem um limite na Eternidade. Uma vez alcançado, a mesma Mônada surgirá novamente dele como um ser ainda mais eminente, num plano muito mais elevado, para começar o seu novo ciclo de atividade aperfeiçoada. O Paranirvâna é aquele estado em que todas as influências psíquicas, mentais e fisiológicas perderam completamente seu poder sobre a Mônada; aquele estado de subjectivade que não tem relação com coisa alguma a não ser com a Única e Absoluta Verdade em seu próprio plano. Em tal  estado todos os seres "fundir-se-ão em Brahma", ou seja, a Unidade Divina: a Chispa voltará a ser Chama. O "Sendeiro Secreto" conduz igualmente à felicidade paranirvânica, porém no final de Kalpas sem némero; de Nirvânas ganhos e perdidos por piedade e compaixão imensa para com o mundo dos mortais iludidos. Como já se disse: "O último será o maior".